# Box (przedsiębiorstwo)
Box, Inc. (dawniej Box.net) – amerykańskie przedsiębiorstwo oferujące usługę przechowywania danych w chmurze. Jego siedziba mieści się w Redwood City w Kalifornii.  
Oficjalne aplikacje serwisu są dostępne w wersjach dla systemów Windows i macOS oraz różnych systemów mobilnych. Platforma Box powstała w 2005 roku, a dawniej funkcjonowała pod nazwą Box.net.
Serwis był notowany w rankingu Alexa globalnie na miejscu: 298 (grudzień 2020), w Stanach Zjednoczonych: 173 (grudzień 2020).